# Achille Devéria
Pour les articles homonymes, voir Devéria.
Achille Devéria, né le 6 février 1800 à Paris et mort le 23 décembre 1857 dans la même ville, est un peintre, illustrateur et graveur français de l'époque romantique.

## Biographie
Achille Devéria est le fils d'un fonctionnaire de la Marine, et l'aîné d'une fratrie de cinq enfants. Il suit tout d'abord les cours de peinture d'Anne-Louis Girodet,. puis ceux de Louis Lafitte, dessinateur du roi.
En 1822, alors qu'il commence à exposer au Salon, lui et son frère Eugène (également peintre) ouvrent un cours de dessin.
Achille Devéria fait la connaissance de Victor Hugo et de son épouse un soir de décembre 1824 en attendant l'ouverture des guichets sous les galeries du théâtre de l'Odéon où se donne, depuis le 7 du mois, l'opéra Robin des Bois ou les Trois balles, adaptation française très libre du Freischütz de Weber. Un dessin promis lors de cette rencontre et apporté à Madame Hugo marque le début de leurs échanges réguliers et des visites qu'ils se rendent désormais mutuellement à leurs domiciles respectifs.
Achille Devéria épouse, en 1829, Céleste Motte, fille de l'imprimeur lithographe Charles Motte (1785-1836). D'après leur fils Gabriel « la maison que [son] père possédait rue Notre-Dame-des-Champs no 45 était enfouie dans des jardins : elle avait la tranquillité d'une retraite et la gaieté d'un nid. » Cette maison avait deux entrées. La seconde, plus volontiers indiquée comme adresse officielle dans les catalogues du salon se trouvait au no 38 de l'ancienne rue de l'Ouest (quartier du Luxembourg, ancien 11e arrondissement) qui longeait, à cette époque, la pépinière plantée à l'emplacement de l'ancien enclos des Chartreux. 
La maison est à la fois le foyer familial où logent également Eugène et Laure Devéria et le lieu de travail d'Achille qui y installe son atelier. Elle est « gaie et animée par le mouvement [des] six enfants » du couple qui reçoit dans son salon « toute la pléiade romantique. » 
Victor Hugo, Alexandre Dumas (père), Prosper Mérimée, Franz Liszt et de nombreux autres artistes et écrivains viennent dans son atelier pour se faire immortaliser. Un portrait d'Honoré de Balzac jeune homme (1825) lui est attribué. Alfred de Musset y déclama ses premiers vers. 
Achille exerça son art dans des genres divers. On lui doit des tableaux religieux et des aquarelles fort recherchées. Il est le premier qui ait su appliquer la couleur à la lithographie, avec l'aide de Motte qui effectuait les tirages[source insuffisante].
En 1830, Devéria est un illustrateur reconnu qui a publié de nombreuses lithographies (par exemple le frontispice du Faust de Goethe). Il a aussi exécuté des peintures et des gravures érotiques.

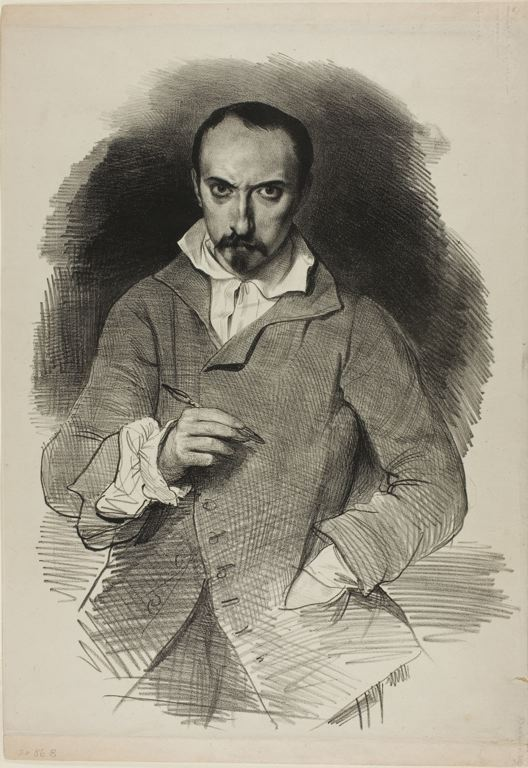
Autoportrait d'Achille Devéria (vers 1835), lithographie.

Durant le Salon de 1846, son travail est remarqué par la critique. Charles Baudelaire écrit : 

« Voilà un beau nom, voilà un noble et vrai artiste à notre sens. »

En 1849, Devéria est nommé directeur du département des Estampes de la Bibliothèque nationale et conservateur adjoint du département égyptien du Louvre. Il passe ses dernières années à voyager en Égypte, dessinant et transcrivant des inscriptions.

### Illustrateur érotique
À l’époque romantique, en écho à ce qui advenait au milieu du XVIIIe siècle, on constate une abondance et une qualité d'illustrateurs qui se compromettent en détournant leurs outils au service de ce qui était considéré à l'époque et pendant longtemps, de la pornographie. Les libraires du XIXe siècle dénomment ces anonymes « Devéria et son école ». Alfred de Lostalot (1837-1909), rédacteur de la Gazette des beaux-arts dénonce, après sa mort, l'artiste : « Devéria, lui, s’est prodigué dans tous les [mauvais] genres ce qui n’est pas sans avoir fait du tort à son talent et à sa réputation ». La chose était donc su mais personne n'en parlait. Parmi les images érotiques composées par Devéria et ses complices, et la multitude des supports licencieux, la lithographie romantique pornographique reste l’image obscène la plus raffinée d’autant que – fait unique dans toute l’histoire de l’art érotique – elle n’est pas la conception d’un artiste isolé aux fantasmes inspirés mais d’un véritable mouvement, uni et concerté. L’a priori qui nous fait appréhender les romantiques français comme des jeunes gens vaporeux, désuets et obsolètes se retrouve mal en point, lorsque nous les découvrons plutôt provocateurs, ardents, lubriques et égrillards, vigoureux héritiers des valeurs émancipatrices du siècle des Lumières.

### Famille
Achille Devéria est le frère d'Eugène Devéria (1805-1865), peintre lui-aussi, et de Laure Devéria (1813-1838), peintre de fleurs morte prématurément. 
Par son mariage avec Céleste Motte, conclu en 1829, il est le gendre de l'imprimeur lithographe Charles Motte. Six enfants naissent de ce mariage, dont
- Théodule Charles Devéria (1831-1871), égyptologue ;
- Sara Dévéria (1838-1914), épousera Paul-Alfred Colin (1838-1916), peintre de marine et de paysage, lauréat du prix de Rome ;
- Jean-Gabriel Devéria (1844-1899), sinologue.

### Distinction et hommage
- 14 novembre 1855 : chevalier de la Légion d'honneur[10]
- Rue Devéria (Paris)

## Galerie

Œuvres d'Achille Devéria
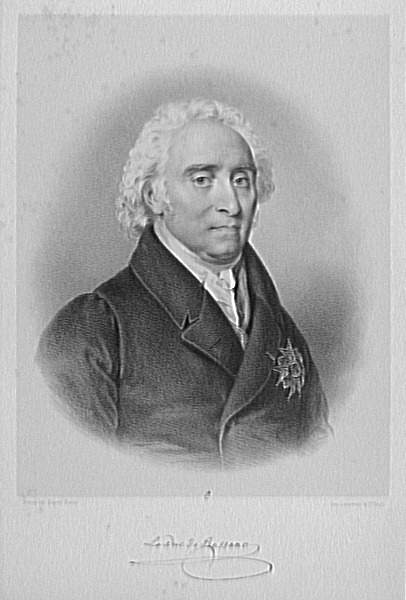
Portrait de Hugues-Bernard Maret.[réf. nécessaire]
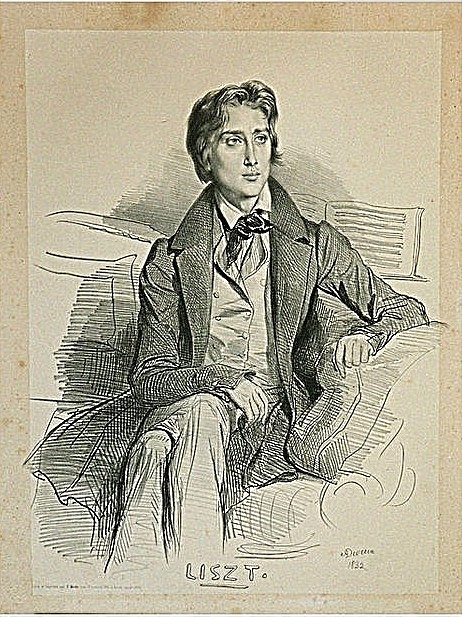
Portrait lithographié de Franz Liszt, signé et daté ADevéria / 1832.
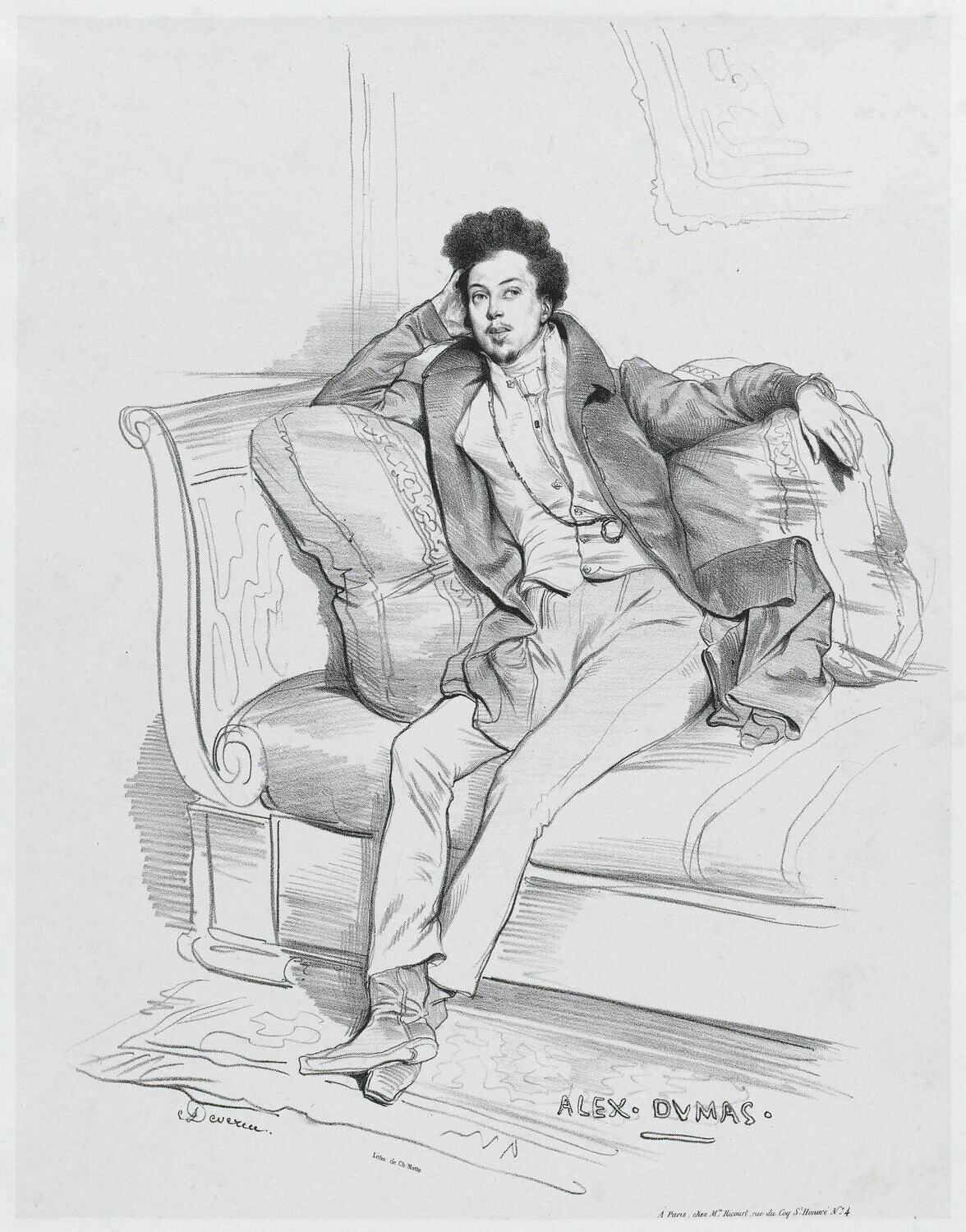
Alexandre Dumas père, 1829
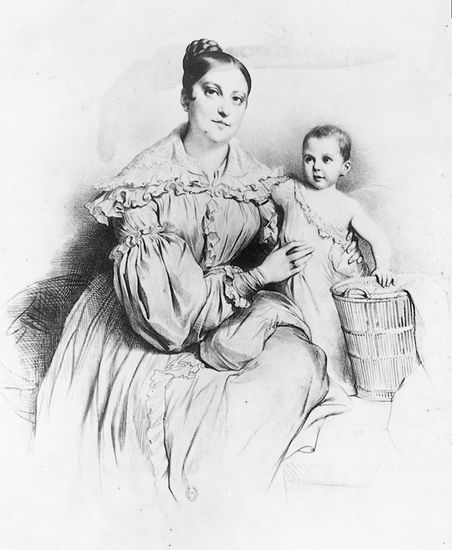
Élisa Schlésinger vers 1840

Œuvres attribuées à Achille Devéria
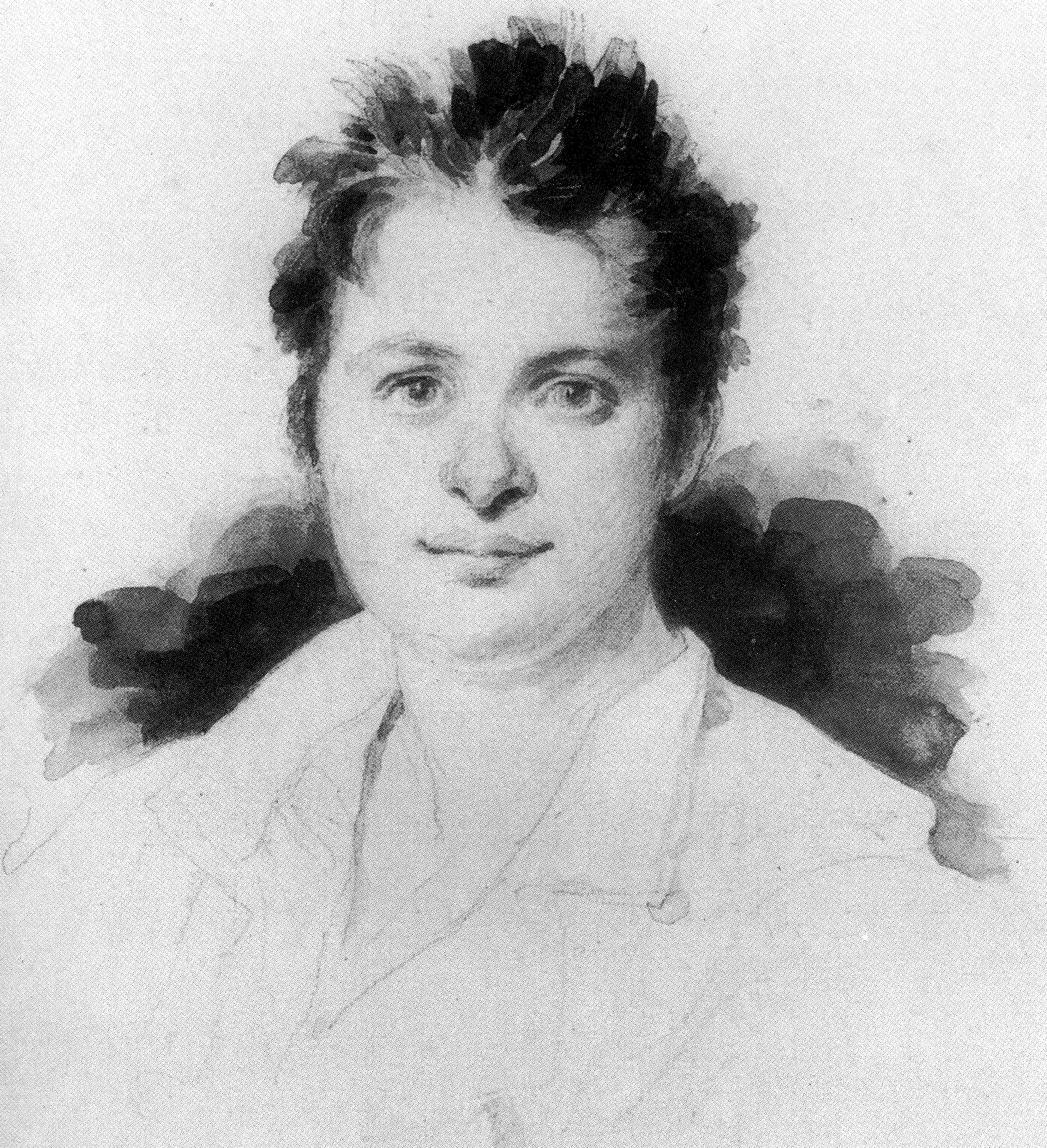
Portrait d'Honoré de Balzac, vers 1825.
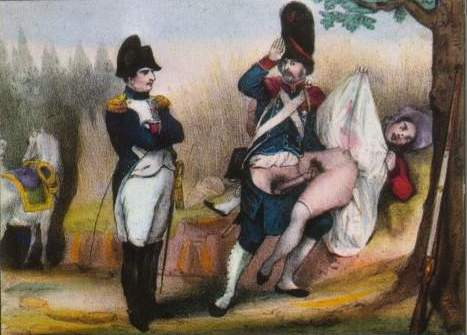
Un Napoléon érotique. Œuvre non sourcée.[réf. nécessaire]

## Ouvrages et albums illustrés
Liste non exhaustive :
- Miguel de Cervantes, L'Ingénieux Chevalier Don Quixote de la Manche, Paris, T. Desoer, 1821
- [lithogr.] Constantin Mazeret, Dénorama, ou spicilège historique et anecdotique sur chaque partie du corps humain, Paris, Peytieux, 1825
- [dessin] Jean de La Fontaine, Œuvres complètes, 30 vignettes gravées par Thompson et notice biographique par Balzac, Paris, A. Sautelet, 1826 [plusieurs éditions]
- Jean-Jacques Rousseau, Œuvres complètes, ornées de quarante-deux vignettes gravées d'après les dessins de Devéria[11], Paris, Dalibon, 1826
- [frontispice] Goethe, Faust, édition illustrée d'après Eugène Delacroix, Paris, Charles Motte, 1828
- [vignettes gravées (dont Achille Devéria et Augustin Burdet)] Jean-François Regnard, Œuvres, Paris, P. Dufart, 1828
- Charles Perrault, Les Contes, accompagnés d'une notice de P. L. Jacob, Paris, L. Mame, 1836
- [frontispice] Daniel Defoe, Robinson Crusoë, trad. de Pétrus Borel, Paris, Francisque Borel et Alexandre Varenne, 2 vol., 1836
- [collectif], Les Hommes célèbres de l'Italie, 28 portraits en pied dessinés et gravés par Riffaut, Paris, A. Ledoux, 1845.
- [album], Photographie zoologique ou représentation des animaux rares des collections du Muséum d'Histoire Naturelle[12], dessins, avec des photographies du naturaliste Louis Rousseau, gravures de Riffaut, procédé héliographique de Bisson, Mante et Lemercier, Paris, Masson & Gambart, 1853-1855.

## Collections publiques
- Musée des beaux-arts de San Francisco
- J. Paul Getty Museum[13]
- Musée du Louvre
- Musée des beaux-arts de Beaune : Odalisque, huile sur toile
- Fondation Alexandre Vassiliev
- Norton Simon Museum
- Collections de l'université de Liège
- Université de Wake Forest[14]
- Gray, musée Baron-Martin : Nymphe au chien ou Naïade au chien, d'après Prud'hon, gravure sur papier, 21 x 29 cm.
- Musée des Beaux-Arts de Pau :
  - L'imploration
- Orléans, musée des Beaux-Arts : La Princesse Marie d’Orléans devant la statue de Jeanne d’Arc, 1843-1844, lavis d’encre brune et de sépia, rehauts de gouache blanche, sur traits de crayon graphite sur papier vélin, 30 x 21 cm[15].